# Petróleo por Alimentos
O Programa Oil-for-Food ou Petróleo por Alimentos foi estabelecido pelas Organização das Nações Unidas em 1995 para permitir que o Iraque vendesse petróleo para o mercado mundial em troca de comida, remédios e outros suprimentos de valor humanitário.
A intenção declarada do programa era ajudar o governo iraquiano a garantir as necessidades básicas dos cidadãos iraquianos comuns, prejudicados por sanções econômicas internacionais (Bloqueio Continental), impostas ao governo na esteira da primeira Guerra do Golfo, depois que o Iraque invadiu o Kuwait em Agosto de 1990, contudo, sem permitir que o país voltasse a reorganizar as suas forças militares.
O Iraque recusou o programa no começo mas depois assinou um memorando em Maio de 1996 para a sua implementação. O programa Petróleo-por-comida começou em Outubro de 1997, e as primeiras entregas chegaram em Março de 1998.
O programa Petróleo-por-comida usava um sistema de depósito fiduciário, pelo qual o dinheiro da venda do petróleo do Iraque era pago pelo comprador em uma conta não acessível diretamente pelo governo iraquiano. Deste dinheiro, uma parte servia para pagar indemnizações por danos causados ao Kuwait, e outra parte era para ajudar no pagamento dos gastos das forças da coalizão e outros gastos das Nação Unidas com o Iraque. O dinheiro restante permanecia na conta.